# Силино (Ленинградская область)
Силино (до 1948 года Тёлккяля, Вентеля, Симола, фин. Tölkkälä, Ventelä, Simola) — деревня в Красноозёрном сельском поселении Приозерского района Ленинградской области.

## Название
По постановлению общего собрания жителей деревни зимой 1948 года деревня Тёлккяля получила наименование Бережок. По рекомендации комиссии по переименованию деревня была вновь переименована в Силино в честь фамилии погибшего воина, сведения о котором отсутствуют. Переименование закреплено указом Президиума ВС РСФСР от 13 января 1949 года.

## История
- Деревня Тёлккяля на карте 1923 года

До 1939 года деревня входила в состав волости Муолаа Выборгской губернии Финляндской республики.
С мая 1940 года — в составе Пяйвильского сельсовета Раутовского района Ленинградской области.
С 1 июля 1941 года по 30 мая 1944 года финская оккупация.
С октября 1948 года, в составе Коробицинского сельсовета Сосновского района.
С января 1949 года деревня стала учитываться как Силино. 
С июня 1950 года, в составе Красноозёрного сельсовета.
В 1958 году население деревни составляло 143 человека.
С декабря 1960 года — в составе Правдинского сельсовета Рощинского района. 
С 1 февраля 1963 года — в составе Выборгского района.
С 1 января 1965 года — в составе Приозерского района. 
По данным 1966 года деревня Силино также входила в состав Правдинского сельсовета.
По данным 1973 и 1990 годов деревня Силино входила в состав Мичуринского сельсовета.
В 1997 году в деревне Силино Красноозёрной волости проживали 14 человек, в 2002 году — 39 человек (русские — 90 %).
В 2007 году в деревне Силино Красноозёрного СП проживали 17 человек, в 2010 году — 27 человек.

## География
Деревня расположена в юго-западной части района близ автодороги 41К-029 (Подъезд к деревне Красноозёрное).
Расстояние до административного центра поселения — 6 км.
Расстояние до ближайшей железнодорожной станции Житково (недействующая) — 29 км.
Деревня находится на восточном берегу Правдинского озера.

## Демография
| 2007 | 2010 | 2017 |
| ---- | ---- | ---- |
| 17   | ↗27  | ↘26  |

## Улицы
Береговая, Заречная, Зелёная, Кленовая, Короткая, Луговая, Озёрная, Песочная, Правдинская, Сосновая, Фруктовая, Цветочная.